# LyricWiki
LyricWiki是一個純歌詞、資料庫導向的網站，使用MediaWiki維基伺服器。2008年6月13日的資料指出，它是全世界第七大的維基。擁有超過 670,000 個頁面。（資料來源Wikimedia）2009年8月，該站併入wikia。
這個網站允許外部程式，經由SOAP Web Service存取他們資料庫的資料。這個API已經被許多影音媒體播放器的外掛廣泛使用，包括 Winamp、Amarok、Windows Media Player、musikCube、foobar2000等等。
LyricWiki 最近也釋出了Facebook的應用程式，叫做「LyricWiki Challenge」，是一個社交、競技的遊戲，可以用來猜測、辨認各式各樣曲風，熱門歌曲的歌詞。

## 外部連結
- 官方网站[]
- Fandom上的更多相关：lyrics (网站的新地址)